# Uli Scherbel

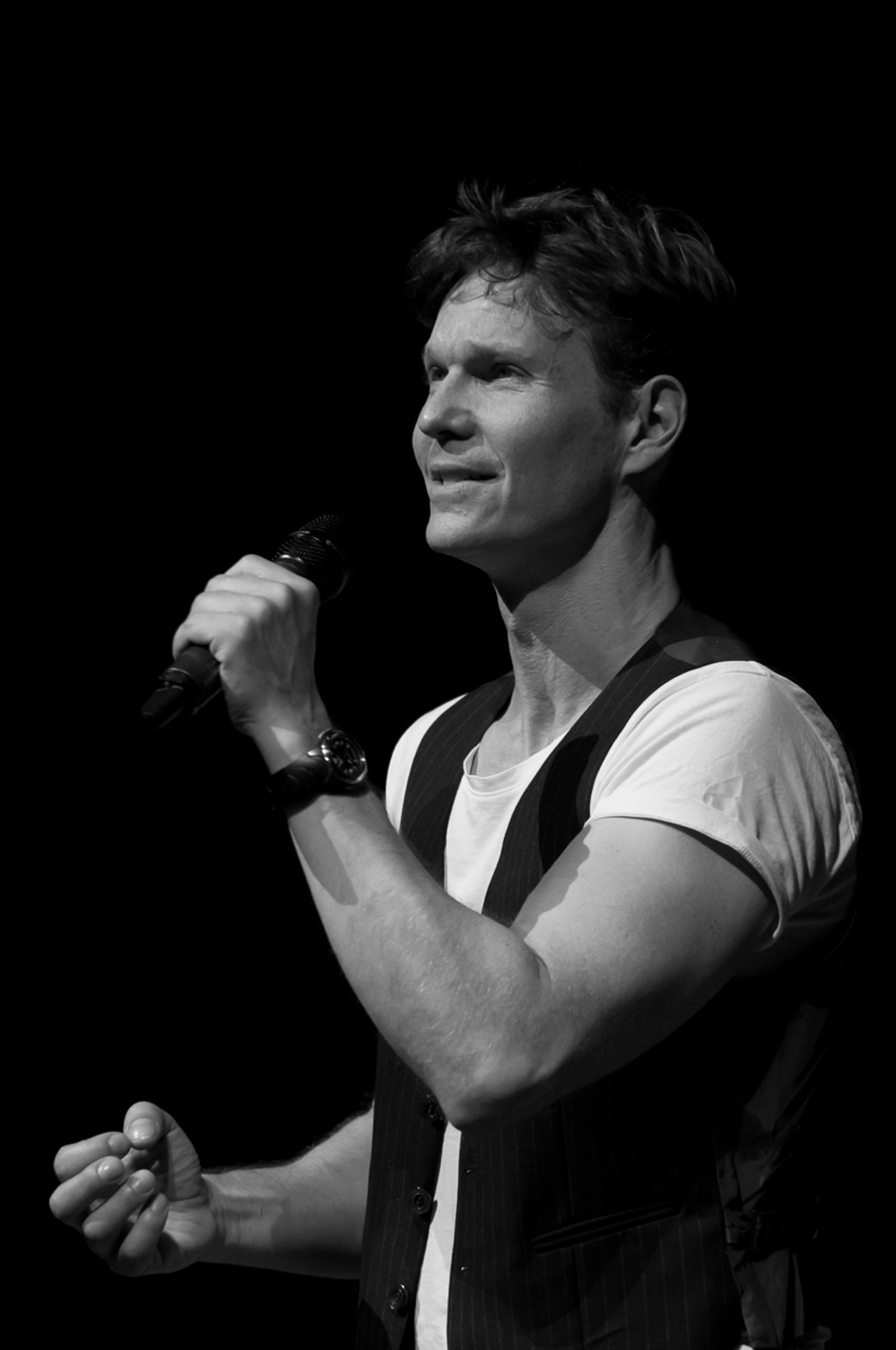
Uli Scherbel, 2018

Uli Scherbel (* 4. Dezember 1970 in Kronach) ist ein deutscher Sänger, Schauspieler und Musicaldarsteller.

## Leben
Nach seiner Jugend in Oberfranken absolvierte Scherbel eine Ausbildung als Krankenpfleger. Nach dem Examen 1991 begann er ein Studium an der Universität der Künste Berlin im Bereich Musical/Show. Während des Studiums stand er auf diversen Theaterbühnen, so z. B. in Dracula am E.T.A.-Hoffmann-Theater in Bamberg, am Opernhaus in Dortmund als Claude in Hair sowie an der Neuköllner Oper Berlin in Lady Be Good. Bevor er sein Studium als Diplom-Musicaldarsteller mit Auszeichnung abschloss, hatte er den ersten Preis beim Bundeswettbewerb Gesang für Musical gewonnen. Darauf folgten viele Hauptrollen und Engagements. So war er als Joseph in Joseph and the Amazong Technicolor Dreamcoat am Colosseum Theater in Essen zu sehen.
Man sah ihn darüber hinaus als Felix in der Komödie am Kurfürstendamm in Berlin, der Comödie Dresden und im Winterhuder Fährhaus in Hamburg in der Produktion Bezauberndes Fräulein. Parallel spielte er den Christian in Cyrano de Bergerac in Klagenfurt sowie den Robert in Baby Talk in Hagen. In diesem Musical spielte er auch an der Neuköllner Oper in Berlin und an der Comödie Fürth. Als Willi Helbing war er in Die Drei von der Tankstelle in der Komödie am Bayerischen Hof in München zu sehen und in Die Drei Musketiere spielte er den D’Artagnan bei den Burgfestspielen in Bad Vilbel. In Leipzig war er erneut als Claude in Hair am dortigen Opernhaus zu sehen.
In der erfolgreichen Produktion von Cats am Theater am Potsdamer Platz in Berlin und danach auch auf Tournee spielte Scherbel gleich mehrere Rollen, Skimbleshanks, Munkustrap und Rum Tum Tugger. Dort und auch am Metronom Theater Oberhausen war er später als Lumiere, Gaston und das Biest in Die Schöne und das Biest zu sehen. Zudem gab er mehrere Konzerte mit seinem Soloprogramm Land in Sicht und veröffentlichte eine Solo-CD mit gleichnamigem Titel. Mit den Nürnberger Symphonikern gab er Musicalkonzerte. 
Er spielte die Rolle des Bobby Child in Crazy for you und den Brad in der Rocky Horror Show an der Musikalischen Komödie Leipzig. Im Juli 2014 spielte er beim Schönebecker Operettensommer in der Operette Maske in Blau die Rolle des Josef Fraunhofer. Im September 2014 folgte das Swing-Konzert Welcome to Swing der Stadtwerke Remscheid. Im Mai 2015 war er einer der Solisten der zehnten jährlichen Musical-Gala des Kreisjugend-Orchesters der Stadt Ludwigsburg. Er war Special Guest beim Big-Band-Konzert Summertime – The fascinating George Gershwin der Deutschen Oper Berlin mit Katharine Mehrling.
Bei den Faust-Festspielen in Kronach verkörperte er im Sommer 2015 den Mephisto.
Am Schleswig-Holsteinischen Landestheater Flensburg spielte er 2015/16 erneut die Hauptrolle des Bobby Child im Stück Crazy for You. Scherbel stand sechs Jahre als Fred in Ich war noch niemals in New York im Operettenhaus Hamburg, im Apollo Theater Stuttgart, im Metronom Theater Oberhausen, auf Tournee (Berlin, Wien, Graz, Salzburg, Linz, Bregenz, Bremen, Essen, Frankfurt) und 2017 im Theater an der Elbe in Hamburg auf der Bühne.
Er sang auf Wunsch von Udo Jürgens Ein ehrenwertes Haus in der ZDF-Show Mitten im Leben, Tribute für Udo Jürgens zum 80. Geburtstag des Künstlers. Scherbel feierte große Erfolge mit seinem Soloprogramm ScherbeLn bringen Glück mit der Pavel Sandorf Bigband in mehreren ausverkauften Konzerten.
In der Spielzeit 2017/18 spielte er die Rolle des Hatschek in Roxy und ihr Wunderteam am Theater Augsburg und den Josef Fraunhofer in Maske in Blau am Theater Baden bei Wien. In der Spielzeit 2018/19 war er als Don Lockwood in Singin’ in the Rain am Schleswig-Holsteinischen Landestheater in Flensburg zu sehen. In der Spielzeit 2019/2020 übernahm er am Schleswig-Holsteinischen Landestheater die Rolle des Sky Masterson in Guys and Dolls. Im Sommer 2021 und 2025 spielte er bei den Rosenberg Festspielen in Kronach die Rolle des Jedermann.
Er arbeitete von 2008 bis 2009 als freier Mitarbeiter und Künstlercoach beim Bayerischen Rundfunk. 2022 beendete er seine Karriere. Er kehrte in seinen ersten Beruf zurück und absolvierte eine Weiterbildung zum Fachpfleger für Palliativpflege. Er arbeitet seitdem auf einer Palliativstation.

## Auszeichnungen
- 1995: Erster Platz beim Bundeswettbewerb Gesang/Musical[8]
- 1998: Diplom mit Auszeichnung als Musicaldarsteller

## Musicals/Operette (Auswahl)
- Guys and Dolls Schleswig-Holsteinisches Landestheater Flensburg – Rolle: Sky Masterson
- Singin’ in the rain Schleswig-Holsteinisches Landestheater Flensburg – Rolle: Don Lockwood
- Maske in Blau Theater Baden bei Wien – Rolle: Josef Fraunhofer
- Roxy und ihr Wunderteam Theater Augsburg – Rolle: Hatschek[9]
- Ich war noch niemals in New York – Operettenhaus Hamburg, Apollo Theater Stuttgart, Metronom Theater Oberhausen, Tournee Stage Entertainment (Berlin, Wien, Salzburg, Graz, Linz, Bregenz, Bremen, Essen, Frankfurt), Theater an der Elbe Hamburg – Rolle: Fred Hoffmann
- Crazy for You  – Schleswig Holsteinisches Landestheater Flensburg – Rolle: Bobby Child
- Maske in Blau – Operettensommer Schönebeck – Rolle: Josef Fraunhofer
- Crazy for you – Oper Leipzig / Musikalische Komödie Leipzig – Rolle: Bobby Child
- Baby Talk – Neuköllner Oper Berlin – Rolle: Robert
- Die Schöne und das Biest – Metronom Theater Oberhausen, Theater am Potsdamer Platz Berlin – Rolle: Lumiére (Cover: Biest, Gaston)[9]
- Hair – Opernhaus Dortmund & Leipzig – Rolle: Claude
- Cats – Theater am Potsdamer Platz Berlin und Tournee – Rolle: Skimbleshanks (Cover: Munkustrap, Rum Rum Tugger)
- Joseph and the amazing technicolor dreamcoat – Colosseum Theater Essen – Titelrolle
- Rocky Horror Show – Musikalische Komödie Leipzig – Rolle: Brad
- Lady be good – Kurt Weill Festspiele Dessau / Neuköllner Oper – Rolle: Bertie

## Theater/Revue (Auswahl)
- Jedermann – Rosenberg Festspiele Kronach – Rolle: Jedermann
- Faust I – Faustfestspiele Kronach – Rolle: Mephisto[10]
- Die drei von der Tankstelle – Komödie im Bayerischen Hof München – Rolle: Willi Helbing
- Die drei Musketiere – Burgfestspiele Bad Vilbel – Rolle: d’Artagnan
- Bezauberndes Fräulein – Theater am Kurfürstendamm Berlin – Rolle: Felix
- Cyrano de Bergerac – Konzerthaus Klagenfurt – Rolle: Christian
- Mahagonny Songspiel – Berliner Ensemble – Rolle: Billy
- Dracula – E.T.A. Hoffmann Theater Bamberg – Rolle: Leierkastenmann

## Konzerte
- Aber bitte mit Sahne - Die Udo Jürgens Gala Konzert mit Caroline Kiesewetter, Karim Khawatmi und den Nürnberger Symphonikern
- Aber bitte mit Sahne - Die Udo Jürgens Gala Konzert mit Caroline Kiesewetter, Karim Khawatmi und den Lüneburger Symphonikern
- Ich weiß, was ich will Solo-Konzert mit dem Pavel Sandorf Orchester in Kronach
- Mitten im Leben Konzert mit Caroline Kiesewetter, Karim Khawatmi und der Lumberjack Big Band
- Songs einer Sommernacht Solo-Konzert mit der Pavel Sandorf Band
- Herrengedeck Solo-Konzert mit der Pavel Sandorf Band
- Scherbeln bringen Glück  Solo-Konzert mit der Pavel Sandorf Big Band in Kronach und Berlin
- Summertime – The fascinating George Gershwin  mit Katharine Mehrling und der Big Band der Deutschen Oper Berlin
- 10. jährliche Musical-Gala des KJO Ludwigsburg
- Swing-Konzert Welcome to Swing der Stadtwerke Remscheid mit den Bergischen Symphonikern
- Musical-Solokonzerte mit den Nürnberger Symphonikern
- BMW-Präsentation mit den Nürnberger Symphonikern
- Es geht auch anders, doch so geht es auch… Kurt Weill Festspiele Dessau
- Der verrückte Salon, 20er-Jahre-Revue, Renaissance-Theater Berlin
- Land in Sicht, Soloabende Philharmonie Berlin, Theatersaal in Kaufleuten Zürich
- Eröffnung Potsdamer Platz in Berlin, Musicalkonzert
- Brandenburgische Philharmonie, mehrere Konzerte
- Aids-Gala, Komische Oper Berlin
- Frühlingsgefühle, Konzert im Opernhaus Dortmund
- Brecht/Weill-Konzert, McKinsey Düsseldorf
- VW-Gala Wolfsburg, Solokonzert

## CD-Aufnahmen
- Ich weiss was ich will (und das Pavel Sandorf Orchester) - Album (BG-Ton, 2021)
- Liebe nur für einen Sommer lang - Maxi-CD (BG-Ton, Musikverlag Bernhard Geiger, 2021)
- Grade noch gefehlt - Maxi-CD (BG-Ton, Musikverlag Bernhard Geiger, 2021)
- Ich weiß was ich will - Maxi-CD (BG-Ton, 2021)
- Nur die Liebe zählt - Maxi-CD (BG-Ton, Musikverlag Bernhard Geiger, 2021)
- Ein Wintertraum / A Winter Dream – Maxi-CD (2 Tracks) (BG-Ton, Musikverlag Bernhard Geiger, 2020)
- Heute oder morgen – Maxi-CD (2 Tracks) (BG-Ton, Musikverlag Bernhard Geiger, 2020)
- Mitten im Leben – Das Tribute Album von Udo Jürgens
- Bezauberndes Fräulein Komödie am Kurfürstendamm 2002.
- Land in Sicht (am Klavier Adam Benzwi), Ebm (Pool Music + Media Service)
- Dracula E.T.A. Hoffmann Theater Bamberg 1994.